# Il salvatore
Il salvatore (Le Sauveur) è un film del 1971 diretto da Michel Mardore.
Il soggetto è tratto dall'omonimo romanzo dello stesso regista Mardore.
Il film, mai distribuito nelle sale cinematografiche italiane, è stato trasmesso in televisione da Rai 3 il 4 giugno 2016 nel corso del programma Fuori orario con dialoghi in lingua francese e sottotitoli in lingua italiana e riproposto il 20 luglio 2018 .

## Trama
1943: Nanette è una quattordicenne che vive con i familiari in una fattoria isolata in un piccolo villaggio della Francia occupata dall'esercito tedesco. Attraversando un bosco, Nanette si imbatte in un giovane di bell'aspetto il quale le dichiara di essere un aviatore inglese che, paracadutato in territorio nemico per unirsi ai partigiani francesi antinazisti, ha perso i contatti. Nanette, i cui genitori sono fautori del Governo di Vichy e pertanto favorevoli alle Potenze dell'Asse, è attratta fisicamente dal giovane: lo nasconde nella soffitta della fattoria, gli porta da mangiare, trascorre molto tempo ogni giorno in sua compagnia. Accortosi delle concezioni politiche conservatrici della fanciulla, il giovane cerca di convertirla ai valori di libertà, democrazia e umanità condivisi dagli alleati e dai maquis, in opposizione alla crudeltà dei tedeschi e dei collaborazionisti francesi; infine spinge Nanette a metterlo in contatto con gli antinazisti del luogo.
Quando la fanciulla si rende conto che l'inglese l'ha abbandonata per unirsi alla resistenza, lo denuncia alla polizia. Appare  il capo locale delle SS, in uniforme nazista e, con sbalordimento, Nanette riconosce in lui il suo “inglese”. Questi rivela a Nanette di aver utilizzato la sua infatuazione fanciullesca per liberare la regione dai resistenti. Con la motivazione di voler proteggere Nanette da possibili rappresaglie future, il capo delle SS ha raccolto tutta la popolazione di quel territorio (tutta: vi sono compresi anche i familiari di Nanette e perfino i collaborazionisti) perché sia tutta sterminata, con l'eccezione di Nanette, la quale inoltre dovrà dare il segnale di inizio delle esecuzioni.
Venti anni dopo un affarista tedesco conversa con un contadino del luogo. Quest'ultimo gli dice che durante la seconda guerra mondiale tutti gli abitanti del paese sono stati uccisi e che l'unica sopravvissuta, Nanette, è diventata sua moglie, ma è una donna introversa, infelice e precocemente invecchiata. Chiamata dal marito, appare una contadina con lo sguardo spento, appesantita dal lavoro e dalle gravidanze. La donna, riconosciuto nel tedesco l'ex criminale nazista che si era finto inglese, prende un fucile e lo uccide.